# ديفيد سوخا
ديفيد سوخا (بالإنجليزية: David Socha)‏، من مواليد 27 سبتمبر 1938، حكم كرة قدم أمريكي دولي سابق.
حكم في بطولة كأس العالم لكرة القدم 1982، وبطولة كأس العالم لكرة القدم 1986.

## روابط خارجية
- ديفيد سوخا على موقع Soccerway.com (الإنجليزية)
- ديفيد سوخا على موقع أوليمبيديا (الإنجليزية)